# Le Plus Vieux Métier du monde
Le Plus Vieux Métier du monde («La profesión más antigua del mundo» en francés, conocida en español como El oficio más viejo del mundo en España, El amor a través del tiempo en Argentina y El amor a través de los siglos en Uruguay) es una película de comedia de 1967 coproducida internacionalmente. Cuenta con contribuciones de seis directores de cine diferentes, cada uno haciendo un segmento sobre la prostitución a través de los tiempos. Está rodada en estilo documental «película mondo».

## Argumento
L'Ère préhistorique («La Era Prehistórica»)
En tiempos prehistóricos, la bella Brit se siente atraída por un joven que la ignora. Con la ayuda de Prac, que inventa para ella el maquillaje femenino con los colores naturales de las pinturas prehistóricas, Brit descubre las nuevas artes de la seducción: los resultados no se hacen esperar, y no solo con Prac.
Les Nuits romaines («Las noches romanas»)
Durante la época romana, aburrido de la rutina familiar con su esposa Domitilla, el emperador Flaiano acude en secreto a un burdel, donde descubre que la carísima prostituta oriental que atrae su lujuria no es otra que su esposa Domitilla.
La Révolution française («La Revolución francesa»)
Durante la Revolución francesa, Mimi trabaja como prostituta en un departamento con vista a la plaza de las guillotinas. Llega un joven cliente sin dinero, Philibert, que no es rechazado porque Mimi descubre que el condenado decapitado en la plaza es el tío anciano y adinerado de Philibert, de quien Philibert es el único heredero.
La Belle Époque
Durante la Belle Époque, la joven y bella prostituta Nini logra convencer a su cliente, un anciano y rico banquero, haciéndole creer que se ha enamorado de él, impactada por su irresistible encanto.
Aujourd'hui («Hoy»)
En París, en el presente (1966), dos jóvenes prostitutas, para escapar del control de la policía, recogen a sus clientes en un automóvil; cuando pasan a usar una ambulancia, la policía las favorece abriéndose paso entre el tráfico.
Anticipation («Anticipación») / Amour en l'an 2000 («Amor en el año 2000»)
En el futuro, el pasajero John Dimitrios llega en el superjet France-Inter a un aeropuerto terrestre desde la estación espacial 12. Un simple control de inmigración constata su «falta de actividad sexual», que debe subsanar inmediatamente en el hotel del aeropuerto. Le presentan a una profesional, Marlène, especialista en el amor físico, pero la mujer lo deja indiferente porque no se espera que hable durante la actuación. A la habitación llega una segunda prostituta, Eléonore, especializada en el amor romántico, que sin embargo no se desnuda y no es capaz de gestos eróticos. Su forma de emocionar al cliente es recitando el Cantar de los Cantares. Dimitrios tiene que intentar "reconciliar" estos dos aspectos, y lo consigue besando a Eléonore en la boca. El gesto erótico y el lenguaje se fusionan así y la imagen adquiere todo el color del Eastmancolor en la sonrisa de Eléonor.

## Reparto
L'Ère préhistorique (dirigida por Franco Indovina)
- Michèle Mercier como Brit.
- Enrico Maria Salerno como Rak.
- Gabriele Tinti como comerciante (como Gabriel Tinti).

Les Nuits romaines (dirigida por Mauro Bolognini)
- Elsa Martinelli como Domitilla.
- Gastone Moschin como Flavio.
- Giancarlo Cobelli como Menipo.

La Révolution française (dirigida por Phillipe de Broca)
- Jeanne Moreau como Mimi.
- Jean-Claude Brialy como Filiberto.
- Jean Richard como cliente anterior de Mimi.
- Jacques Monod como un hombre en la calle.

La Belle Époque  (dirigida por Michael Pfleghar)
- Raquel Welch como Nini.
- Martin Held como Édouard.
- Tilly Lauenstein como otra prostituta.
- Siegfried Schürenberg como otro banquero.

Aujourd'hui (dirigida por Claude Autant-Lara)
- Nadia Gray como Nadia.
- France Anglade como Catherine.
- Jacques Duby como policía.
- Francis Blanche como el médico.
- Marcel Dalio como el abogado Vladimir Leskov.

Anticipation / Amour en l'an 2000 (dirigida por Jean-Luc Godard)
- Jacques Charrier como John Demetrios.
- Anna Karina como Eléonore.
- Marilú Tolo como Marlène.

## Producción
Raquel Welch fue la única estadounidense en el elenco. A pesar de ello, fue acreditada primera en el estreno de la película en los Estados Unidos.

### Amour en l'an 2000
El segmento alterna periódicamente secuencias con diferentes colores y efectos (rojo, amarillo, azul, negativo, sobreexposición) anunciados por el comentario de fondo de una voz en off que dice: color chino, color europeo, color soviético, y que aumenta el contraste con el efecto a todo color del acabado. Esta versión del director de Godard se mostró el 5 de julio de 1967 en el estudio Gît-le-Cœur y en el festival de Hyères, pero luego será modificada por la producción para su distribución en salas: en lugar de diferentes efectos y colores, las copias disponibles hoy cuentan con un monocromo en escala de grises que hace que el comentario de audio sea incomprensible.
El segmento se rodó entre finales de septiembre y principios de octubre de 1966 en un hotel del aeropuerto de París-Orly, y al director le gustó mucho la idea; el rodaje duró cuatro días.
Esta es la última vez que el director Jean-Luc Godard filmó con la actriz Anna Karina, su entonces esposa, antes de su divorcio.

En ese momento sublime, Anna Karina sale de la ficción y gira hacia la cámara, mirándola por un largo tiempo sonriendo. Será la última mirada de Anna Karina en una película de Godard, y esta mirada de despedida -que en la ficción debería ser una mirada de felicidad- se convierte en la más emotiva de las miradas de desesperación.
Alain Bergala

## Estreno
Jack Harris compró los derechos para distribuir la película en los Estados Unidos y en las regiones de Canadá de habla inglesa. Harris escribió más tarde en sus memorias que se sintió atraído por la oportunidad de trabajar en «una nueva película, producida como una gran película de Hollywood, con Raquel Welch y algunas de las estrellas femeninas más populares del mundo... Fue una gran decepción como entrada al mundo cinematográfico. Sin embargo a través de los años, entre teatros, televisión y videos caseros, nunca ha perdido popularidad y me ha tratado muy bien».

## Reseñas
Las críticas de película fueron en gran medida negativas. En su mayoría, solo el último segmento, dirigido por Jean-Luc Godard, recibió elogios. Irónicamente, sin embargo, dicho segmento fue eliminado en algunas versiones de la película.

### Estados Unidos
Vincent Canby de The New York Times escribió: «Jean-Luc Godard, posiblemente el cineasta menos lascivo del mundo, contribuye con el único episodio verdaderamente divertido de The Oldest Profession [título de lanzamiento en inglés en Estados Unidos]; por lo demás, se trata de una no comedia en seis partes sobre la prostitución a través de los siglos [...] Con la excepción de la contribución de Godard ... esta película es una torpeza dolorosa hecha por algunos directores interesantes como Mauro Bolognini, Phillipe De Broca y Claude Autant-Lara. [...] Sin embargo, «Anticipation» de Godard es muy agradable, una especie de alegre nota al pie de su Alphaville, filmada en blanco y negro brillante y de bajo contraste sobre oro, rojo, azul y negro».
Los Angeles Times pensó que la versión de la película estrenada en inglés en los Estados Unidos fue «arruinada por algunos de los peores doblajes de los últimos tiempos».

### Europa
Alemania
El Evangelischer Film-Beobachter («Observador de cine evangélico») de Alemania escribió: «Seis variantes episódicas sobre el tema claramente expresadas en el título. Cinco episodios están destinados a servir como entretenimiento en una exageración cómica y contienen algunas frivolidades fuertes, el sexto episodio (...) es una visión de pesadilla del futuro. 18+ con reservas».
En la edición de Die Zeit del día 28 de abril de 1967 se lee: «Cinco veces prostitución filmada, cinco veces película prostituida. El sexto episodio, que desmintió a los otros cinco, el de Jean-Luc Godard, bien vale la pena verlo, pero lamentablemente no se puede ver: la distribuidora lo cortó.
kino.de dice sobre el segmento de Godard: «Otra vez gira en torno a la prostitución como metáfora central de toda sociedad, incluida la utópica. La unidad de cuerpo y mente no es posible en la sociedad enajenada, de ahí que haya amor en venta. Al igual que en Alphaville o Made in USA, el futuro siempre parece el único presente levemente anterior».
El Lexikon des Internationales Films escribiendo: «Amor en venta desde la Edad de Piedra hasta nuestros días, presentado por seis directores con torpe lascivia en palabras e imágenes. Una película de antología que sólo encuentra un estilo aceptable para el tema en la divertida aportación de Michael Pfleghar sobre Nini».
Otros
Fantafilm de Italia afirmó: «Flaca en sus ideas y (cuanto menos) superficial en sus tesis, la película no se encuentra ciertamente entre las mejores películas episódicas que en los años 60 intentaron, con tímido éxito, inaugurar una nueva fórmula comercial de comedia semiseria y de gran popularidad, y de prestigiosos guionistas y directores. El fragmento de Godard es el más interesante, no tanto por la hipótesis ya vigente en aquellos años de un mañana sin emociones, sino por la ambientación y fotografía de un París contemporáneo transformado en una metrópolis futurista».